# Jussara Godinho
Jussára C Godinho  (nascida  em Caxias do Sul, Rio Grande do Sul, aos 10 de setembro de 1957) é uma poeta brasileira. 

## Biografia
Licenciada em Letras (Português e Espanhol), com especialização em Leitura e Produção Textual pela Universidade de Caxias do Sul, é professora na Rede Municipal de Ensino de Caxias do Sul. 
Atuou como assessora pedagógica, revisora de impressos, e integrou o grupo de organização de eventos da Secretaria Municipal da Educação de Caxias do Sul, (SMED) por um período de seis anos. 
Integrou várias comissões julgadoras em concursos literários.
Obteve premiações e classificações em inúmeros concursos literários.
Participação em sites, blogs, e-books, livros didáticos, artigos acadêmicos, entre outros.
Associada à AGES - Associação Gaúcha de Escritores;  filiada à UBT - União Brasileira de Trovadores; Poeta do Portal Cen - Portugal;  Embaixadora da Paz (Cercle de Les Ambassadeurs - Univ. de La Paix - Genebra, Suíça; Cônsul do Movimento Poetas del Mundo de Caxias do Sul. 
Membro Correspondente da Academia de Artes, Ciências e Letras Castro Alves - Porto Alegre - RS.  

## Participação em dezenas de antologias, entre as quais:
- Mil poemas para Gonçalves Dias -  Edufma - 2013
- Coleção "Um mundo de conhecimento" - 6º ano Ensino fundamental II - UNINTER
- I Concurso de minicontos Autores S/A - 2013
- Autora do livro Alma TROVAdora, volume 002, coleção LUIZ OTÁVIO É CEM - UBT Porto alegre - 2011
- Autora do livro mEu UNIVeRSO a Poesia, CELES - 2012.
- Autora do livro  "Verde queremos ver-te", Editora Penalux - 2013.
- Autora do livro  "Para bons entendedores... MINICONTOS  bastam!" - Editora costelas Felinas - 2015
- Autora do livro   "Telhado de vidro" - Editora Penalux - 2018
- Blog: www.jussaracgodinho.blogspot.com
- Blog: www.psicanalistajussaragodinho.blogspot.com